# حفلة توقيع كتاب
حفلة توقيع كتاب هي احتفالية تقوم بها دار نشر الكتاب أو مكتبة أو الكاتب تفسه للتوقيع على الكتاب للقراء. تعتبر من الأساليب التسويقية للكتاب حيث يعتبر الكثير من القراء أن توقيع المؤلف على الكتاب تزيد من قيمته المعنوية.